# Shiki
Shiki (志木市 Shiki-shi?) este un municipiu din Japonia, prefectura Saitama. Municipiul a fost întemeiat la 26 octombrie 1970.

## Galerie

Autostrada 79
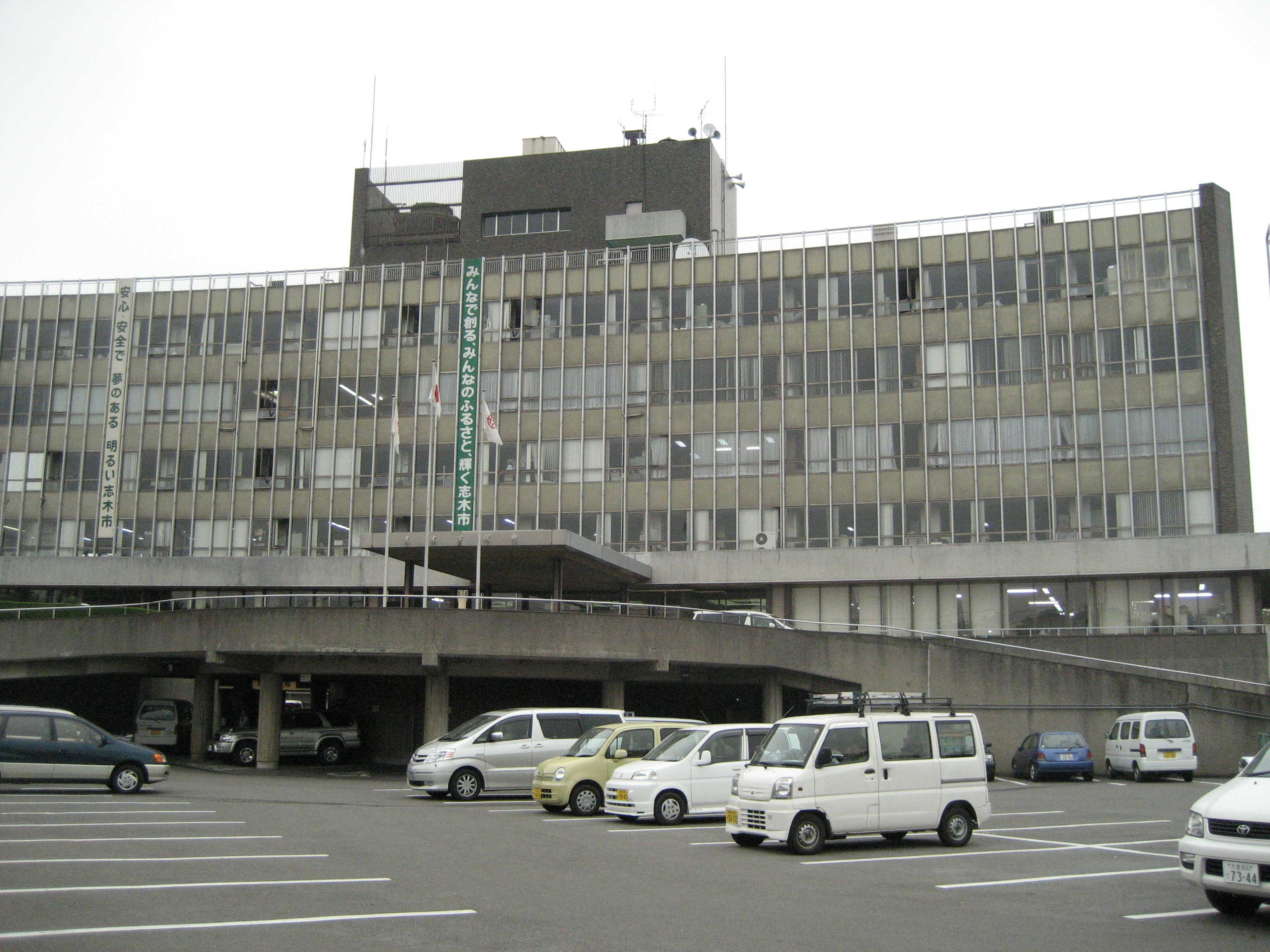
Primăria orașului Shiki
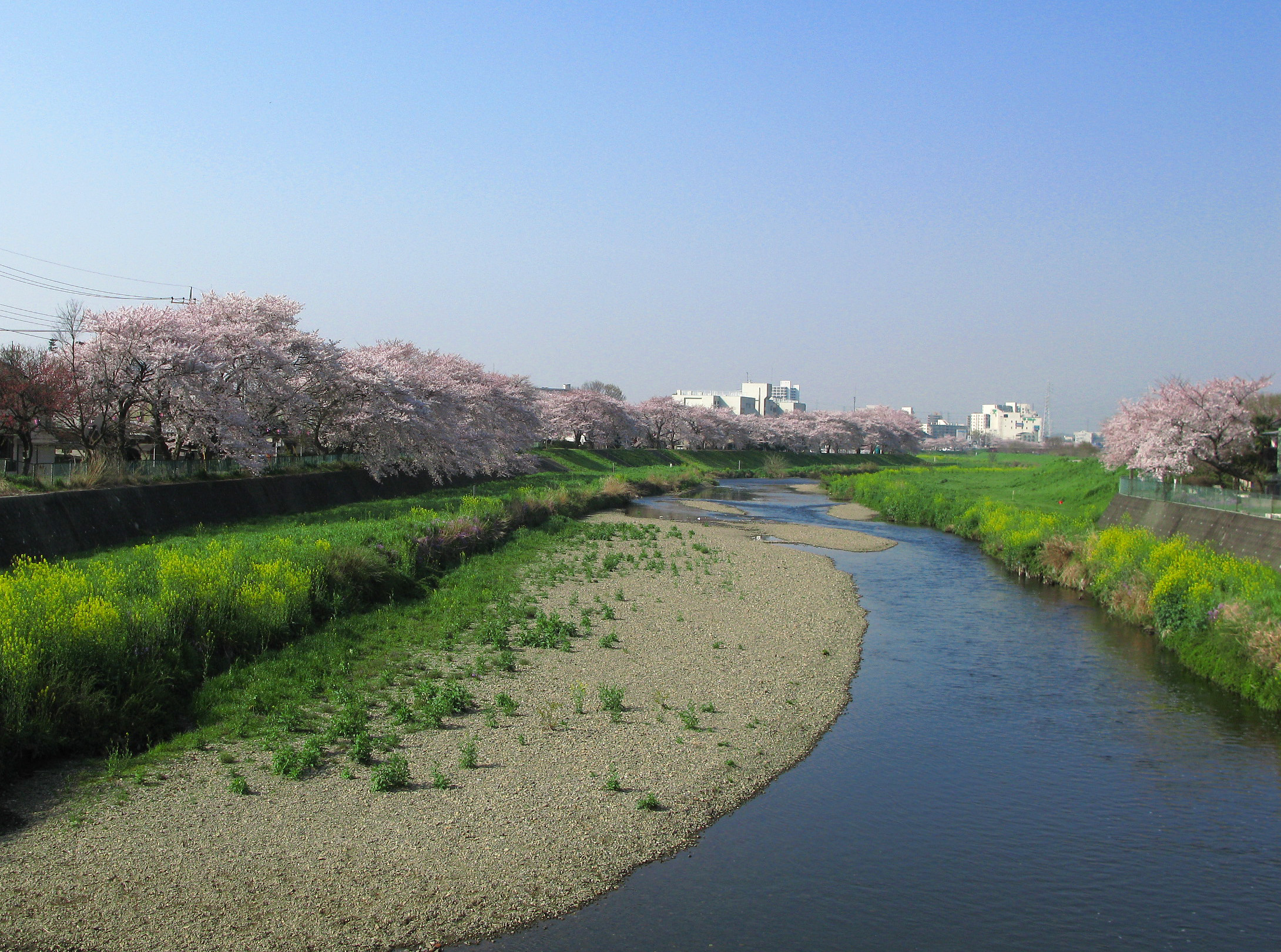
Râul Yanase (Yanasegawa), privit din sectorul Kashiwa, orașul Shiki
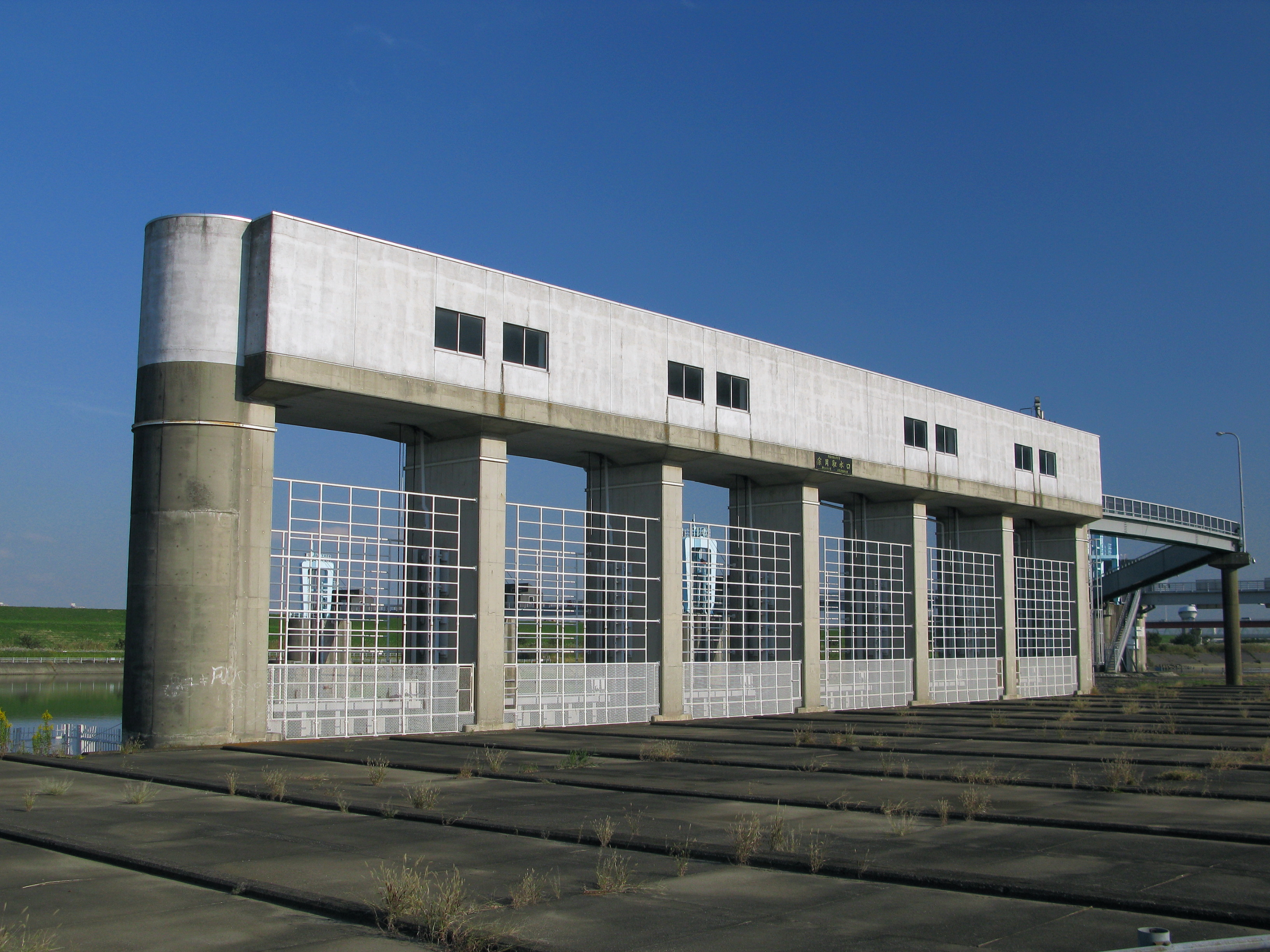
Stația de căptare a apei, sectorul Muneoka, orașul Shiki
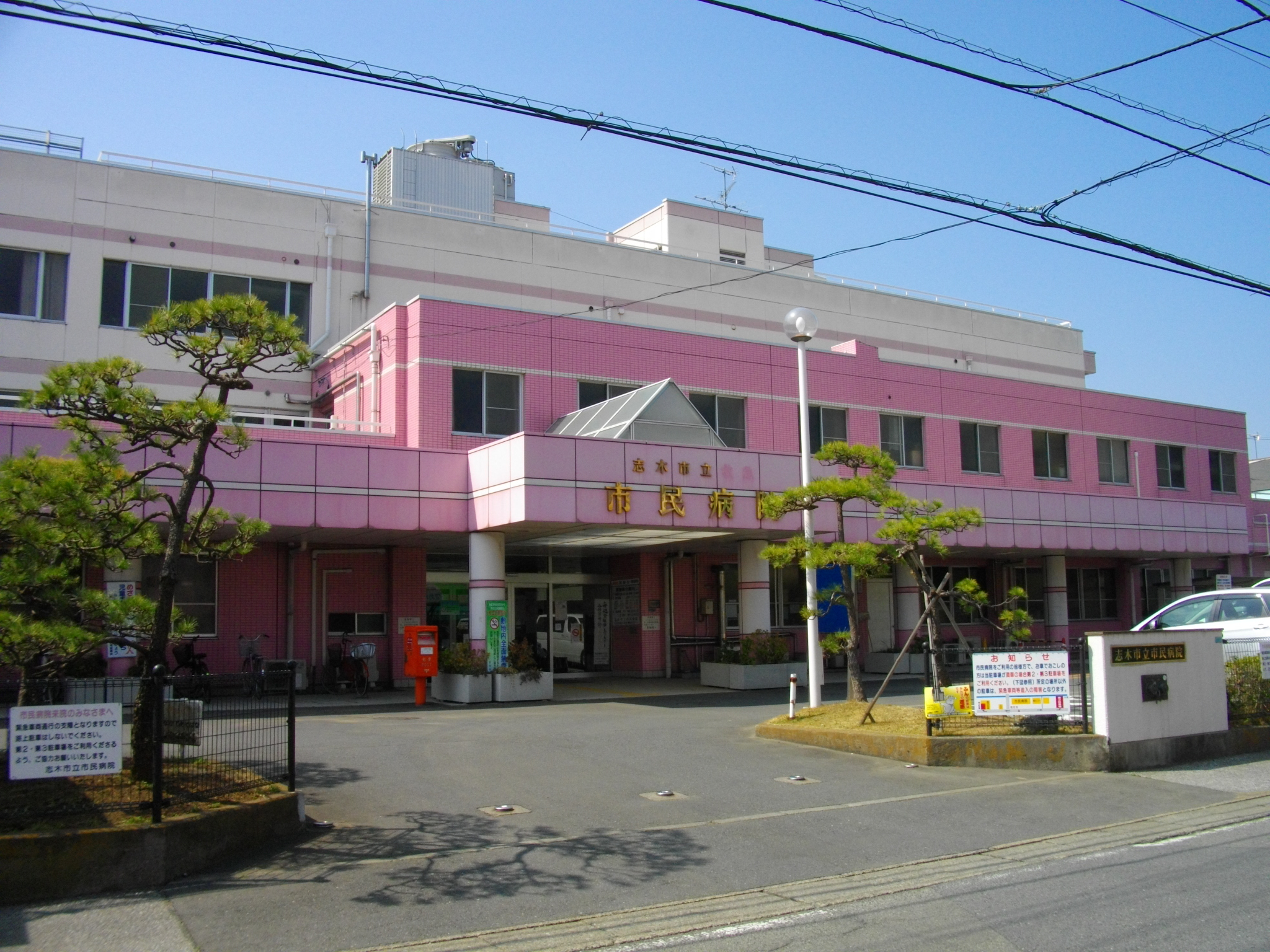
Spitalul municipal Shiki
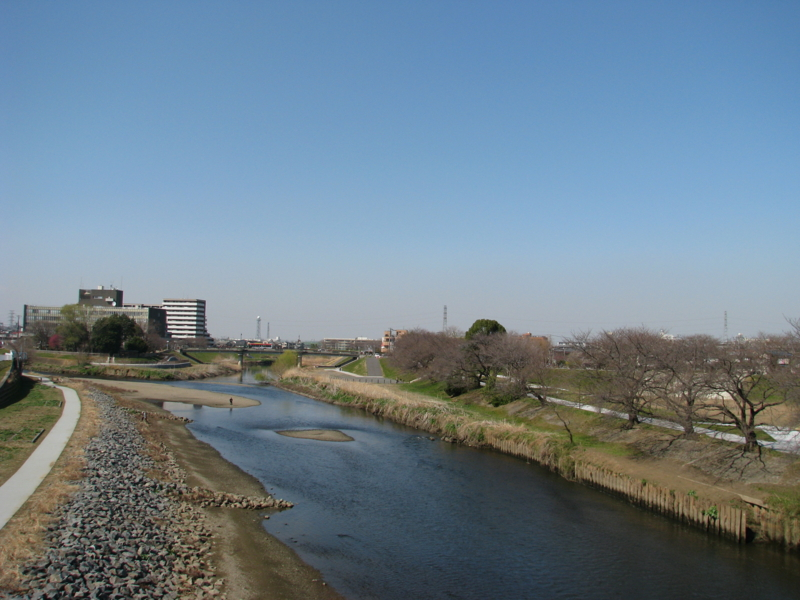
Locul de confluenţă a râurilor Yanase (Yanasegawa) şi Shingashi (Shingashigawa)